# Natalia Dorado
Natalia Dorado Gómez (* 25. Februar 1967 in Madrid) ist eine ehemalige spanische Hockeyspielerin. Sie gewann 1992 die olympische Goldmedaille.

## Sportliche Karriere
Natalia Dorado belegte mit der Spanischen Nationalmannschaft den elften Platz bei der Weltmeisterschaft 1986.
In der Vorrunde der Olympischen Spiele 1992 in Barcelona siegten die Spanierinnen zweimal und spielten gegen die Deutschen unentschieden. Im Halbfinale besiegten sie die Südkoreanerinnen nach Verlängerung. Im Finale gegen die Deutschen ging es ebenfalls in die Verlängerung, nachdem Carmen Barea zunächst ihre Mannschaft mit einer Strafecke in Führung gebracht hatte und Franziska Hentschel ebenfalls mit einer Strafecke ausgeglichen hatte. In der 83. Minute erzielte Elisabeth Maragall den Siegtreffer zum 2:1. Es war das einzige Tor im Finale aus einer Spielsituation heraus. Natalia Dorado erzielte ihren einzigen Treffer des Turniers im Halbfinale zur frühen 1:0-Führung.
Zwei Jahre später belegte die spanische Mannschaft den achten Platz bei der Weltmeisterschaft 1994 in Dublin. 1995 bei der Europameisterschaft in Amstelveen erreichten die Spanierinnen das Finale und unterlagen erst nach Siebenmeterschießen der niederländischen Mannschaft. Bei den Olympischen Spielen 1996 in Atlanta belegten die Spanierinnen den achten Platz.
Natalia Dorado spielte für den Club de Campo Villa de Madrid, den spanischen Meister von 1987 bis 1992.